# Hipoepa biangulata
Hipoepa biangulata är en fjärilsart som beskrevs av George Thomas Bethune-Baker 1908. Hipoepa biangulata ingår i släktet Hipoepa och familjen nattflyn. Inga underarter finns listade i Catalogue of Life.